# Peter Riedesser
Peter Riedesser (* 9. März 1945 in Waldburg (Württemberg); † 19. September 2008 in Hamburg) war ein deutscher Kinder- und Jugendpsychiater.

## Leben
Riedesser studierte in Freiburg im Breisgau Medizin und war ab 1979 Arzt an der Kinderklinik der Universitätsklinik Freiburg. 1984 schloss er seine Facharztausbildung als Kinder- und Jugendpsychiater ab, 1988 beendete er seine psychoanalytische Ausbildung und erwarb die Zusatztitel „Psychotherapeut“ und „Psychoanalytiker“. Im gleichen Jahr habilitierte er sich. Er leitete als Oberarzt die psychosomatische Abteilung der Freiburger Universitäts-Kinderklinik und folgte 1991 einem Ruf an die Universität Hamburg als Professor für Kinder- und Jugendpsychiatrie. Außerdem war er Direktor der Klinik für Psychiatrie und Psychotherapie des Kindes- und Jugendalters am Universitätsklinikum Hamburg-Eppendorf (UKE).
Riedesser galt als Experte für Traumata (siehe auch Psychotraumatologie), der als einer der ersten systematisch die Psychologie von Militarisierung und kriegerischer Gewalt untersuchte. Er befasste sich in seinen Forschungen dabei in erster Linie mit psychischen Traumatisierungen von Kindern.
Über seine wissenschaftliche Arbeit gründete Riedesser Hilfsprojekte für minderjährige Kriegsopfer und engagierte sich bis zu seinem Tode im Vorstand der Internationalen Ärzte zur Verhütung des Atomkriegs (IPPNW). Als engagierter Vertreter einer aktualisierten Aufklärung und eines modernen Humanismus war Riedesser unter anderem in der Giordano Bruno Stiftung im wissenschaftlichen Beirat aktiv. Riedesser war außerdem Mitglied der Akademie der Wissenschaften in Hamburg.

## Schriften
- Aufrüstung der Seelen. Militärpsychiatrie und Militärpsychologie in Deutschland und Amerika (mit Axel Verderber). Dreisam, Freiburg im Breisgau 1985, ISBN 3-921472-96-2
- mit Gottfried Fischer: Lehrbuch der Psychotraumatologie. Reinhardt, München 1998, ISBN 978-3-8252-8165-6 (zuletzt in 4. Auflage 2009)
- „Maschinengewehre hinter der Front“. Zur Geschichte der deutschen Militärpsychiatrie (mit Axel Verderber). Fischer, Frankfurt am Main 1996, ISBN 3-596-10876-4 (zuletzt in 2. Auflage 2004)
- Schwerpunktthema: Beziehung – Entwicklung – Nachhaltigkeit. Denkansätze aus Psychoanalyse und Kinder- und Jugendpsychiatrie. Beiträge eines Symposiums zum 60. Geburtstag von Peter Riedesser, hrsg. von Hubertus Adam.[Festschrift.] Psychosozial-Verlag, Gießen 2007